# Science de la conception
La science de la conception, traduction de l'anglais Design Science, désigne l'étude du processus de conception et de design, en particulier la façon dont l'informatique et les technologies du numérique l'assistent.
On pourra s'intéresser au travail de Philippe Boudon sur cette notion, notamment concernant l'architecture, avec entre autres son ouvrage Sur l'espace architectural aux éditions Parenthèses.